# 러시아어 사투리

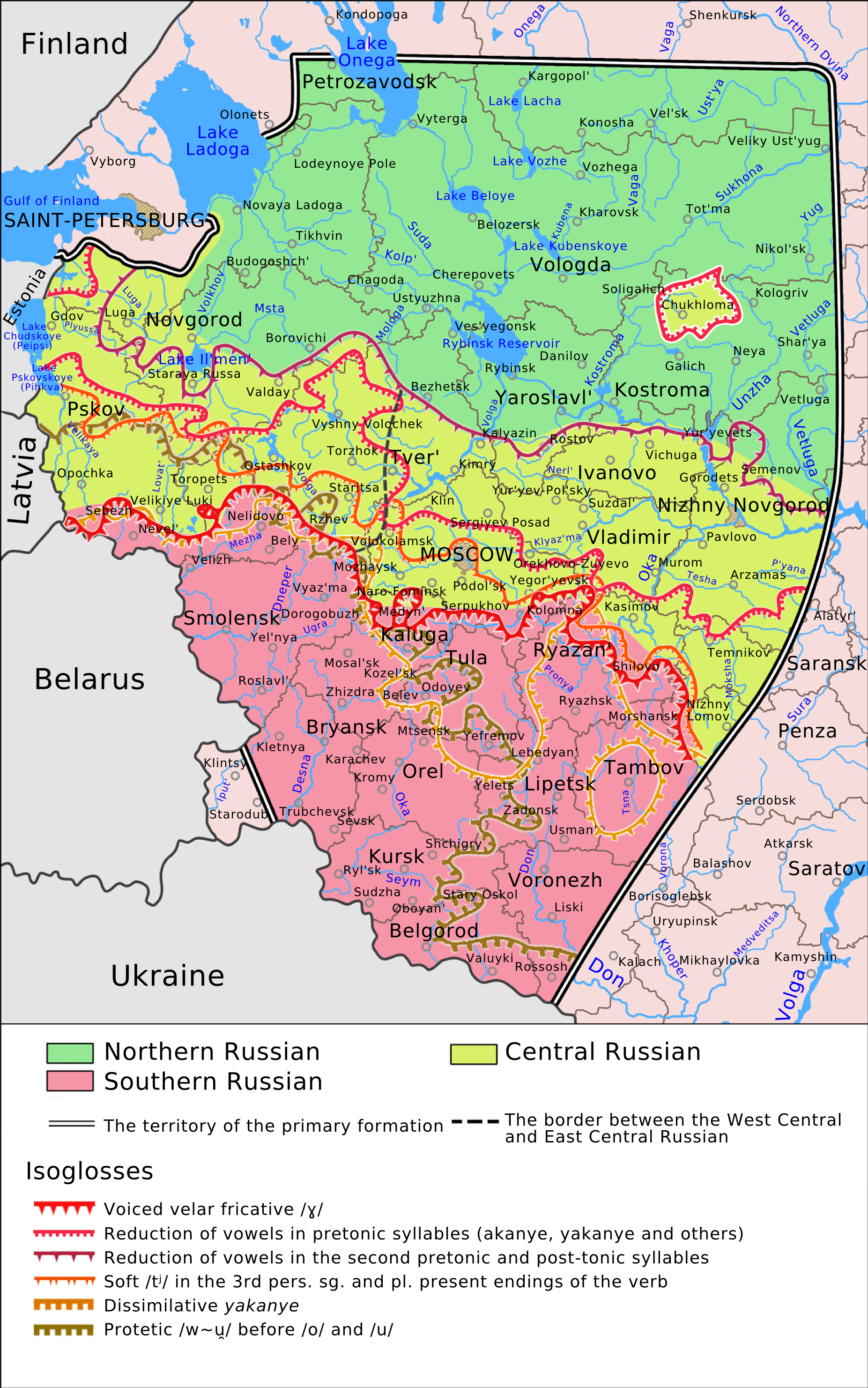
1차 형성의 러시아말 사투리 지도(북부는 짙은 풀색, 중부는 황록색, 남부는 빨간색)

러시아어 사투리 들은 러시아어 의 구어적 변종이다.
러시아어 사투리와 지역 사투리는 두 가지 개념적 연대순 및 지리적 범주로 구분된다. 
1. 16세기 의 "고대" 러시아( 이반 뇌제 의 동방 정복 이전)로 구성된 주요 형성 지역의 방언은 현대의 중부 및 북서부 연방관구와 거의 관련이 있다 이러한 "역사적 사투리"는 민족적으로 러시아인(Russkii)이라고 주장된다
2. 16세기 이후 러시아인들이 정착한 두 번째 형성 지역의 사투리이다. 이러한 새로운 영토적 변종은 지난 세기 동안 러시아 와 소련의 확장으로 생겨났으며, 주로 소련 붕괴 이후 국가 의 비스 라브어, 비스 슬라브어, 비스 정교회 인구가 사용한다.

모스크바 방언을 기반으로 한 표준 러시아어가 현재 러시아 전역에서 사용되고 있다 그러나 농촌 인구, 특히 노년층 사이에서는 여전히 전통 방언을 들을 수 있다 일부 사람들은 표준 러시아어 사투리와 전통 사투리의 중간적인 언어 변종을 사용합니다. 이러한 언어 변종을 프로스토레치예 (러시아어: просторечие)라고 한다. Prostorechiye는 러시아어 표준말에서 사용되는 음성, 문법, 어휘적 특징을 비표준으로 간주하는 것이 특징이다. 하지만 prostorechiye 를 사용하는 것은 교육 부족의 표시로 매우 낙인찍히기 마련이다. 표준 러시아어 내에서도 특정 지역적 다름이 구별된다. 러시아어 위키백과에서 모스크바와 상트페테르부르크 거주자들의 언어 차이를 참조하세요.